# Maroulás
Maroulás är en ort i Grekland.   Den ligger i prefekturen Nomós Rethýmnis och regionen Kreta, i den sydöstra delen av landet, 300 km söder om huvudstaden Aten. Maroulás ligger 234 meter över havet och antalet invånare är 218.
Terrängen runt Maroulás är kuperad söderut, men norrut är den platt. Havet är nära Maroulás åt nordväst. Runt Maroulás är det glesbefolkat, med 19 invånare per kvadratkilometer. Närmaste större samhälle är Rethymnon, 7,2 km väster om Maroulás. == Kommentarer ==
1. ↑  Framräknat ur höjduppgifter (DEM 3") från Viewfinder Panoramas.[2] Mer om algoritmen finns här: Användare:Lsjbot/Algoritmer.
2. ↑  Framräknat ur variansen i alla höjduppgifter (DEM 3") från Viewfinder Panoramas, inom 10 km radie.[2] Mer om algoritmen finns här: Användare:Lsjbot/Algoritmer.